# 戈羅卡
戈羅卡（Goroka），巴布亞紐幾內亞中部城鎮，東高地省省會。历史上以盛產咖啡與金礦而知名，海拔为1600米，天气十分宜人，有四季如春之美名。
城市有不少国立的研究机构和高校，其中包括基督教电台使团（CRMF）、巴布亚新几内亚医疗研究所、国立电影学院、美拉尼西亚学院、戈罗卡大学等。乐施会、拯救儿童基金会等一些非政府组织也在戈罗卡设有办事机构。城市最大的酒店名为天堂鸟酒店（Bird of Paradise），戈罗卡还是「泥人」阿撒罗族博物馆的所在地。

## 经济
咖啡是这一地区最普遍的经济作物，大米、小麦等农作物也很常见。戈罗卡还有一些自己的特色小产业，比如虹鳟鱼养殖以及时兴的蜜蜂养殖。

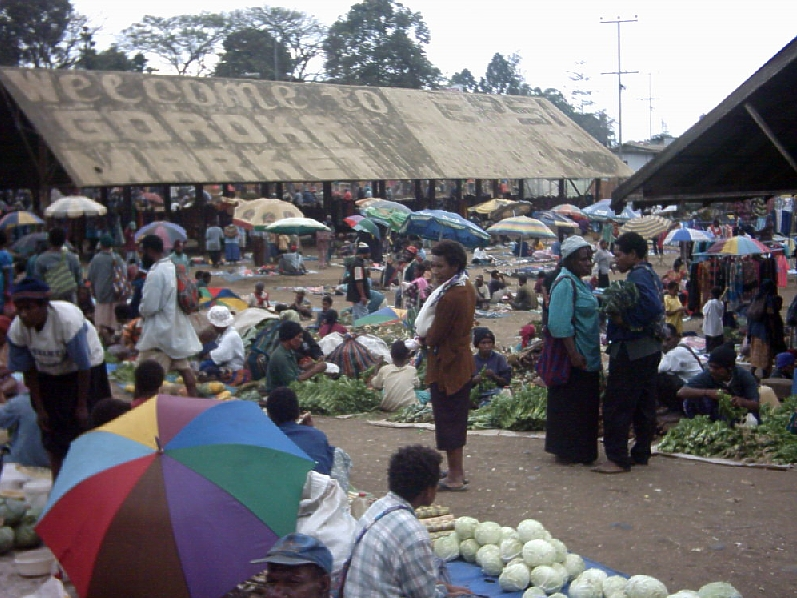
戈罗卡市场

## 文化
各土著族群聚集在一起的文化活动戈罗卡秀（Goroka Show）每年都会在国家独立周中举办三天（9月14、15、16日）罗卡秀是巴布亚新几内亚历史最悠久的传统文化活动，迄今已有50年的历史了。

## 交通
城镇中心建有一座机场，海兰兹高速公路经过该城，往东距公路起点城市莱城285公里，往西可到达芒特哈根。

## 友好城市
- 中国福州（福建省）
- 布里斯班（昆士兰州）
- 图文巴（昆士兰州）